# Leptocera ruficornis
Leptocera ruficornis är en tvåvingeart som först beskrevs av Oswald Duda 1925. Leptocera ruficornis ingår i släktet Leptocera och familjen hoppflugor.
Artens utbredningsområde är Panama. Inga underarter finns listade i Catalogue of Life.